# لیکوی نوک‌باریک
لیکوی نوک‌باریک (نام علمی: Turdoides longirostris) نام یک گونه از سرده لیکوها است.